# Vicent Tur Torres
|  | No s'ha de confondre amb Vicenç Tur Martí. |

Vicent Tur Torres (Sant Llorenç de Balàfia, 1959 - Palma, gener de 2021) fou un mestre d'escola i polític eivissenc del PSIB-PSOE. Va ser alcalde de Sant Joan de Labritja (1987-1989). Va ser conseller de l'oposició del Consell Insular d'Eivissa i Formentera (1984-1987). Fou vicepresident d'aquest consell insular entre 1999 i 2003, sota la presidència de Pilar Costa. També fou diputat al Parlament de les Illes Balears entre els anys 1984-1987 i 1991-2007. Membre suplent del Consell Escolar de les Illes Balears des del novembre de 2010 al abril de 2012. Entre agost de 2015 i juliol de 2019 fou director insular d'Agricultura, Medi Rural i Marí del Consell d'Eivissa. A les eleccions de 2019 es presentà de número 5 al Consell d'Eivissa i el PSOE només obtingué 4 escons. Però Olga Ejea va renunciar abans de la presa de possessió i Tur començà així la legislatura com a conseller electe. Dimití el 10 de febrer de 2020 per temes personals.